# Islande aux Jeux olympiques d'hiver de 1964
L'Islande participe aux Jeux olympiques d'hiver de 1964, organisés à Innsbruck en Autriche. Ce pays prend part aux Jeux olympiques d'hiver pour la cinquième fois de son histoire. La délégation islandaise, formée de cinq hommes, ne remporte pas de médaille.

## Résultats

### Ski alpin
| Athlète               | Épreuve             | Course          | Course |
| Athlète               | Épreuve             | Temps           | Rang   |
| --------------------- | ------------------- | --------------- | ------ |
| Jóhann Vilbergsson    | Slalom géant hommes | N'a pas terminé | –      |
| Kristinn Benediktsson | Slalom géant hommes | 2 min 17 s 86   | 61     |
| Árni Sigurðsson       | Slalom géant hommes | 2 min 14 s 90   | 56     |

| Athlète               | Épreuve       | Qualifications | Qualifications | Qualifications | Qualifications | Course finale | Course finale | Course finale | Course finale | Course finale | Course finale |
| Athlète               | Épreuve       | Temps 1        | Rang           | Temps 2        | Rang           | Temps 1       | Rang          | Temps 2       | Rang          | Total         | Rang          |
| --------------------- | ------------- | -------------- | -------------- | -------------- | -------------- | ------------- | ------------- | ------------- | ------------- | ------------- | ------------- |
| Kristinn Benediktsson | Slalom hommes | Disqualifié    | –              | 1 min 00 s 57  | 27             | Non qualifié  | Non qualifié  | Non qualifié  | Non qualifié  | Non qualifié  | Non qualifié  |
| Árni Sigurðsson       | Slalom hommes | 1 min 09 s 03  | 65             | 59 s 67        | 25             | 1 min 25 s 34 | 40            | 1 min 13 s 78 | 39            | 2 min 39 s 12 | 39            |
| Jóhann Vilbergsson    | Slalom hommes | 1 min 00 s 39  | 46             | 1 min 02 s 23  | 34             | Non qualifié  | Non qualifié  | Non qualifié  | Non qualifié  | Non qualifié  | Non qualifié  |

### Ski de fond
| Épreuve              | Athlète             | Course            | Course |
| Épreuve              | Athlète             | Temps             | Rang   |
| -------------------- | ------------------- | ----------------- | ------ |
| 15 kilomètres hommes | Birgir Guðlaugsson  | 1 h 04 min 53 s 9 | 67     |
| 15 kilomètres hommes | Þórhallur Sveinsson | 1 h 00 min 14 s 9 | 55     |
| 30 kilomètres hommes | Birgir Guðlaugsson  | 1 h 54 min 00 s 3 | 64     |
| 30 kilomètres hommes | Þórhallur Sveinsson | 1 h 51 min 34 s 4 | 61     |